# Касьяро, Ли
Ли Касьяро (англ. Lee Casciaro; 29 сентября 1981, Гибралтар) — гибралтарский футболист, нападающий клуба «Линкольн Ред Импс». Автор первого гола в истории национальной сборной Гибралтара в официальных отборочных матчах.
По основной профессии — полицейский. Служит в полиции Гибралтара. Его братья Кайл и Райан также футболисты.

## Биография
Ли Касьяро выступает за клуб «Линкольн Ред Импс» с 2006 года. За время выступлений в составе флагмана гибралтарского футбола Касьяро становился Чемпионом Гибралтара более десяти раз.
7 сентября 2014 года Ли Касьяро впервые сыграл за сборную Гибралтара. Дебютным матчем для него стала домашняя встреча со сборной Польши в рамках отбора к чемпионату Европы 2016 года (гибралтарцы уступили 0:7).
29 марта 2015 года в отборочном матче со сборной Шотландии на стадионе «Хэмпден Парк» в Глазго Касьяро забил первый гол гибралтарцев в отборочных турнирах, сравняв счёт на 20-й минуте игры (в итоге шотландцы выиграли 6:1).
7 июля 2015 года забил победный гол в ворота андоррской «Санта-Хулии», который помог одержать первую еврокубковую победу для «Линкольна», и также впервые вывести клуб во 2 раунд Лиги чемпионов.
12 июля 2016 года забил победный гол в ворота «Селтика», и «Линкольн» одержал домашнюю победу 1:0.
24 марта 2023 года, в возрасте 41 года и 176 дней, сыграл в матче против сборной Греции (0:3) в рамках отборочного турнира чемпионата Европы 2024 и таким образом установил рекорд как самый возрастной участник отбора на чемпионат Европы за всю историю. Предыдущий рекорд, установленный в 1983 году итальянцем Дино Дзоффом составлял 41 год и 90 дней. Примечательно, что в тот же день результат Дзоффа был также превзойдён нападающим сборной Швеции Златаном Ибрагимовичем, который моложе Касьяро на 4 дня.